# Прапорщиково
Пра́порщиково (каз. Прапорщиково) — село у складі Глибоківського району Східноказахстанської області Казахстану. Адміністративний центр Іртиського сільського округу.
Населення — 3220 осіб (2021; 3174 у 2009, 2806 у 1999, 2821 у 1989).
Національний склад станом на 1989 рік:
- росіяни — 78 %